# Ann Van Elsen
Ann Van Elsen (Mol, 27 dicembre 1979) è una modella belga, incoronata Miss Belgio 2002 in qualità di Miss Antwerp.
Grazie alla vittoria del titolo, la Van Elsen ha ottenuto il diritto di rappresentare il Belgio sia a Miss Mondo 2002 che a Miss Universo 2002. Tuttavia per protestare per la condanna di Amina Lawal, Ann Van Elsen ha rifiutato di partecipare a Miss Mondo che si teneva proprio in Nigeria. Ha inoltre partecipato a Miss Europa 2001.
Laureatasi in economia nel 2006, Ann Van Elsen ha condotto numerose trasmissioni sui canali del Belgio TV1 e VT4 fra cui Mediamadammen (dal 2002), Huizenjacht, Onder Hoogspanning, De Brandkast (2005), Supertalent In Vlaanderen (2007), Summerdate e Het Swingpaleis. Nel gennaio 2008 è apparsa nuda sulla celebre rivista Playboy.
Ann Van Elsen è stata sposata con il calciatore Gunter van Handenhoven. Nel 2010 hanno avuto una bambina e nel 2012 la coppia si è lasciata.